# ニコラス・エドワーズ
ニコラス・エドワーズ（Nicholas Edwards、1992年7月31日 - ）は、アメリカ人の男性歌手、俳優。日本テレビ系列の特別番組「のどじまん THE ワールド！」に出場したことがきっかけで、主に日本で活動している。愛称はニック、Nyk。アメリカ合衆国オレゴン州ヒルスボロ市出身。身長186cm。血液型AB型。

## 来歴

### 来日前
1992年7月31日23:58、アメリカ合衆国オレゴン州ヒルスボロ市で生まれる。祖母は農場を営み、母はその手伝いと会社員の仕事を兼業、父は音楽活動を行いながら地元の大学で栄養士をしていた。
父親の歌手活動を見て育ったニコラスは音楽に強い関心を持ち、小さい頃から歌手になることを夢見ていたという。
小学生の頃より、モデル活動を始める。
1998年、6歳の時に両親が離婚。ニコラスと3歳年下の弟は母に引き取られた。
2004年、11歳の時に母の再婚によって相手の子供を含め、妹1人と弟2人の兄となる。
2006年、日本から迎え入れていた交換留学生（声優・Argonavisボーカルの伊藤昌弘）にコブクロの『蕾』を教えられ、J-POPに夢中になる。以来、伊藤とは長年の交流がある。
2006年秋、ヒルスボロ市にあるグレンコー高等学校に入学後、日本語の勉強を始める。勉強し始めて1年半で、在ポートランド日本国総領事館が開催する第20回スピーチコンテスト（2008年5月11日開催）に出場し、第2部門（高校生対象）で2位を獲得。
2008年の夏、静岡県袋井市と東京に留学。初来日。来日中、日本の伝統的な文化や言葉に魅了されたニコラスは日本で歌手になりたいと決意。アメリカに帰国後、熱烈に日本語の勉強を続け、2010年、再び出場したスピーチコンテスト（2010年4月24日開催、第22回）にて1位を獲得。
2010年6月12日に17歳で高校を卒業し、その翌日に再来日した。

### デビュー前
来日後、外国人タレントを扱うイクリプス・プロダクションに所属。2011年6月25日に放送された「のどじまん THE ワールド！」第1回に出場し、3位を獲得。「美しすぎる18歳」としてテレビデビューを果たす。同年10月11日、「のどじまん ザ！ワールド」第2回で1位を獲得し、世界一日本の歌が上手い外国人として注目される。翌月、当時新番組であった世界番付に出演し、日本国内のツイッタートレンドのトップになるなど、インターネット上でも大きな反響を呼び、メディアに「超絶イケメン米国人」と名付けられる。
2012年3月、第4回沖縄国際映画祭の出品作である「ヒノマル♪ドリーム」に主演し、映画デビューを果たす。また、同月に放送された「のどじまん ザ!ワールド」第3回に再出場し、2位を獲得。同年4月よりBSジャパンの「ヴァンガードTV2」にてレギュラーを務め、テレビ東京の「しまじろうのわお!」で「ムシバのうた」のボーカルを担当するなど、徐々に活躍の場を増やす。7月からカードファイト!! ヴァンガードのCMキャラクターとしてDAIGOと共演。同月、「のどじまん ザ!ワールド」第4回に出場し3位を獲得。銀河英雄伝説「撃墜王」編にて、ラインハルト・フォン・ローエングラム役として初舞台を踏む。10月、「のどじまん ザ!ワールド」第5回に出場し、再び優勝を果たす。この時の視聴率は16.2%と非常に高いものであった。

### インディーズ時代
現在所属の江戸屋株式会社・メディアポッドDIVに移籍し、インディーズレーベルである江戸屋株式会社より、2012年12月19日にオリジナル曲である「My First Love Song」を配信。そして、2013年3月6日に、「My First Love Song」を含む7曲入りのEP「n/f」を店頭発売。3月の1日から31日までJOYSOUNDとカラオケキャンペーンを行い、東京、大阪、名古屋の順にインストアイベントを開催。4月7日に行われたインストアイベントの大阪公演にて、ワーナーミュージック・ジャパンよりメジャーデビューを発表。

### デビュー
ワーナーミュージック・ジャパンより、自身の21歳の誕生日である2013年7月31日にデビューシングル「君が歌詞になる」をリリース。

## のどじまん THE ワールド！
「世界一日本の歌が上手い外国人」を決める日本テレビ系列の特別番組「のどじまん THE ワールド！」2011年6月25日放送の第1回のへの出場で注目を集める。番組は現在までに18回放送されており、番組最多となる16回の出場経験を持つ。第2回、第5回、第11回と、3度の優勝を果たしている。番組では、唯一ソロの出場による複数回の優勝経験を持つ。第15回の放送では、「SONG FOR JAPAN 特別賞」も受賞。
| 回     | 放送日         | 歌唱曲                                     | 備考   |
| ------ | -------------- | ------------------------------------------ | ------ |
| 第1回  | 2011年6月25日  | 決勝：GLAY「HOWEVER」                      |        |
| 第2回  | 2011年10月11日 | 予選：Mr.Children「Innocent world」        | 優勝   |
| 第2回  | 2011年10月11日 | 決勝：レミオロメン「粉雪」                 | 優勝   |
| 第3回  | 2012年3月9日   | 予選：B'z「LOVE PHANTOM」                  |        |
| 第3回  | 2012年3月9日   | 決勝：コブクロ「蕾」                       |        |
| 第4回  | 2012年7月15日  | 予選：ゆず「栄光の架橋」                   |        |
| 第4回  | 2012年7月15日  | 決勝：美空ひばり「真赤な太陽」             |        |
| 第5回  | 2012年10月7日  | 予選：CHAGE and ASKA「SAY YES」            | 優勝   |
| 第5回  | 2012年10月7日  | 決勝：サザンオールスターズ「TSUNAMI」      | 優勝   |
| 第6回  | 2012年12月24日 | 予選：山下達郎「クリスマス・イブ」         |        |
| 第7回  | 2013年4月6日   | 予選：中西保志「最後の雨」                 |        |
| 第7回  | 2013年4月6日   | 決勝：WANDS「世界が終わるまでは…」         |        |
| 第8回  | 2013年10月5日  | 予選：DEEN「このまま君だけを奪い去りたい」 |        |
| 第8回  | 2013年10月5日  | 決勝：ゴダイゴ「銀河鉄道999」              |        |
| 第9回  | 2013年12月24日 | 予選：坂本九「見上げてごらん夜の星を」     |        |
| 第10回 | 2014年3月22日  | 予選：沢田研二「勝手にしやがれ」           |        |
| 第11回 | 2014年10月4日  | 予選：WANDS「もっと強く抱きしめたなら」    | 優勝   |
| 第11回 | 2014年10月4日  | 決勝：玉置浩二「メロディー」               | 優勝   |
| 第12回 | 2015年3月11日  | 予選：GReeeeN「遥か」                      |        |
| 第12回 | 2015年3月11日  | 決勝：FUNKY MONKEY BABYS「あとひとつ」     |        |
| 第13回 | 2015年9月30日  | 予選：Mr.Children「名もなき詩」            |        |
| 第13回 | 2015年9月30日  | 決勝：サザンオールスターズ「涙のキッス」   |        |
| 第14回 | 2016年3月9日   | 予選：MONGOL800「小さな恋のうた」          |        |
| 第15回 | 2016年10月26日 | 予選：清水翔太「HOME」                     | 特別賞 |
| 第16回 | 2017年5月13日  | 不参加                                     | 不参加 |
| 第17回 | 2017年11月25日 | 不参加                                     | 不参加 |
| 第18回 | 2018年3月10日  | 予選：桑田佳祐&Mr.Children「奇跡の地球」   |        |
| 第18回 | 2018年3月10日  | 決勝：コブクロ「永遠にともに」             |        |

## 主な出演

### テレビ
- のどじまん THE ワールド！（日本テレビ）
- ネプ&イモトの世界番付 （日本テレビ）
- ヴァンガ道（テレビ東京）
- ヴァンガードTV2 （BSジャパン）
- ランク王国（TBS）
- しまじろうのわお!（テレビ東京）
- saku saku （tvk、2013年7月29日 - 8月2日）
- beポンキッキーズ（BSフジ、2014年4月7日 - ）
- ウチの夫は仕事ができない（日本テレビ、2017年7月8日 - 9月16日）、本人役
- ナカイの窓（日本テレビ）

### CM
- カードファイト!! ヴァンガード （2012年）
- ロッテ のど飴（2013年）

### 映画
- ヒノマル♪ドリーム（2012年 沖縄国際映画祭 第4回出品作） - ニコラス・エドワーズ 役

### 舞台
- 銀河英雄伝説「撃墜王」（2012年） - ラインハルト・フォン・ローエングラム 役
- 水木英昭プロデュース Vol.28 20周年記念公演「虹色唱歌」（2024年）[8]

## ディスコグラフィー

### シングル
|     | 発売日         | タイトル            | 規格品番   | 販売元                           | 備考 |
| --- | -------------- | ------------------- | ---------- | -------------------------------- | ---- |
| 1st | 2013年7月31日  | fが歌詞(うた)になる | WPZL-30639 | ワーナーミュージック・ジャパン   | 65位 |
| 2nd | 2016年10月19日 | Freeze              | PCCA-04439 | ポニーキャニオン                 | 28位 |
| 3rd | 2019年11月13日 | Tears               | UICZ-5120  | ユニバーサルミュージックジャパン | 13位 |

### 配信限定シングル
| 発売日         | タイトル                     | レーベル                  |
| -------------- | ---------------------------- | ------------------------- |
| 2012年12月19日 | My First Love Song           | メディアポッド/江戸屋     |
| 2013年1月16日  | 月下の雫                     | メディアポッド/江戸屋     |
| 2014年10月1日  | 夢を力に                     | メディアポッド/江戸屋     |
| 2015年9月30日  | Moonlight Carnival           | メディアポッド/江戸屋     |
| 2015年9月30日  | Ocean                        | メディアポッド/江戸屋     |
| 2020年4月8日   | NAHA                         | USM JAPAN/UNIVERSAL MUSIC |
| 2020年5月27日  | 嫌いになりたい (Better off)  | USM JAPAN/UNIVERSAL MUSIC |
| 2020年12月23日 | 粉雪                         | USM JAPAN/UNIVERSAL MUSIC |
| 2023年11月19日 | 常夜灯                       | MONKEY MOUNTAIN           |
| 2023年12月26日 | A HAPPY NEW YEAR             | MONKEY MOUNTAIN           |
| 2024年1月20日  | nosebleed (japanese version) | MONKEY MOUNTAIN           |
| 2025年4月4日   | the blue                     | MONKEY MOUNTAIN           |
|                |                              |                           |
|                |                              |                           |

### アルバム
|     | 発売日         | タイトル                          | 規格品番   | 販売元                           | オリコン最高位 |
| --- | -------------- | --------------------------------- | ---------- | -------------------------------- | -------------- |
| 1st | 2013年10月6日  | Skies                             | WPCL-11648 | ワーナーミュージック・ジャパン   | 82位           |
| 2nd | 2014年10月08日 | HARDSPICE -RED-(Japanese)         | EDCE-1019  | 江戸屋                           | 112位          |
| 2nd | 2014年10月08日 | HARDSPICE -BLUE-(English)         | EDCE-1020  | 江戸屋                           | 189位          |
| 3rd | 2015年10月21日 | The Strange -Red-Japanese Version | EDCE-1023  | 江戸屋                           | 80位           |
| 3rd | 2015年10月21日 | The Strange-Red-English Version   | EDCE-1024  | 江戸屋                           | 106位          |
| 4th | 2016年11月30日 | 「GO EAST」-Japanese ver.-        | PCCA-04448 | ポニーキャニオン                 | 76位           |
| 4th | 2016年11月30日 | 「GO WEST」-English ver.-         | PCCA-04450 | ポニーキャニオン                 | 251位          |
| 5th | 2018年4月25日  | トビラウタ                        | EDCE-1028  | 江戸屋                           | 35位           |
| 6th | 2019年3月27日  | うわノそら                        | UICZ-9114  | ユニバーサルミュージックジャパン | 29位           |

### ミニアルバム
|     | 発売日         | タイトル            | 規格品番  | 販売元         | オリコン最高位 |
| --- | -------------- | ------------------- | --------- | -------------- | -------------- |
| 1st | 2013年3月6日   | n/f                 | EDCE-1015 | 江戸屋         | オリコン圏外   |
| 2nd | 2015年11月11日 | Christmas Wishes    | EDCE-1026 | 江戸屋         | 79位           |
|     | 2024年12月     | Photobook + 3 Songs |           | MONKY MOUNTAIN |                |

### DVD
|     | 発売日         | タイトル                                         | 規格品番   | 販売元                                   | オリコン最高位 |
| --- | -------------- | ------------------------------------------------ | ---------- | ---------------------------------------- | -------------- |
| 1st | 2012年2月4日   | ニコラス・エドワーズ 限定DVD                     |            |                                          |                |
| 2nd | 2013年10月16日 | ヒノマル♪ドリーム                                | YRBN-90642 | よしもとミュージックエンターテインメント | 73位           |
| 3rd | 2014年06月25日 | NICHOLAS EDWARDS DEBUT CONCERT SILENT NIGHT 2013 | EDBJ-2022  | 江戸屋                                   | オリコン圏外   |
| 4th | 2015年3月11日  | MOTION 2014                                      | EDBJ-2023  | 江戸屋                                   | 45位           |
| 5th | 2016年5月18日  | Nicholas Edwards MOTION 2015 Video Document      | PCBP-53144 | ポニーキャニオン                         | 18位           |
| 6th | 2017年3月15日  | Nicholas Edwards MOTION 2016 Video Document DVD  | PCBP-53162 | ポニーキャニオン                         | 94位           |
| 7th | 2018年12月26日 | My Everything -青の時間-                         | UIBZ-9009  | ユニバーサルミュージックジャパン         | 65位           |
| 7th | 2018年12月26日 | My Everything -Blue Moment-                      | UIBZ-9010  | ユニバーサルミュージックジャパン         | 77位           |

## 主なライブ

### ワンマンライブ・主催イベント
| 開催日                   | タイトル                                                            | 備考                                          |
| ------------------------ | ------------------------------------------------------------------- | --------------------------------------------- |
| 2013年6月13日            | ニコラス・エドワーズ・デビュー・コンベンション                      | 都内                                          |
| 2013年8月4日             | ニコラス・エドワーズ ファン・ミーティング                           | 原宿クエストホール（二部制）                  |
| 2013年10月10日           | 1stアルバム『Skies』 Release Party in Tokyo                         |                                               |
| 2013年10月19日           | 1stアルバム『Skies』 Release Party in Fukuoka                       |                                               |
| 2013年10月26日           | 1stアルバム『Skies』 Release Party in Hiroshima                     |                                               |
| 2013年12月22日           | ニコラス・エドワーズ デビューコンサート/サイレントナイト・2013      | 恵比寿ガーデンホール                          |
| 2016年4月                | Motion 2016 Spring Concert                                          |                                               |
| 2016年7月                | Motion 2016 Summer Concert                                          |                                               |
| 2016年9月25日            | Homebound Concert                                                   | Roseland Theater (アメリカ)                   |
| 2016年10月16日           | Motion 2016 Autumn Concert                                          | メルパルクホール大阪                          |
| 2016年12月3日            | MOTION 2016 CHRISTMAS CONCERT～Silent Night with Nicholas Edwards～ | EX THEATER ROPPONGI                           |
| 2017年4月20日〜5月13日   | ALIVE Sessions: Acoustic Tour Spring 29                             |                                               |
| 2017年6月25日            | MOTION 2017 Summer Concert                                          | かつしかシンフォニーヒルズ モーツァルトホール |
| 2017年9月24日            | ALIVE Sessions: A Night in Taipei                                   | 杰克文創 (台湾)                               |
| 2017年10月19日〜11月11日 | ALIVE Sessions: Acoustic Tour Autumn 29                             |                                               |
| 2017年12月21日           | MOTION 2017 Christmas Concert                                       | きゅりあん 大ホール                           |
| 2018年5月4日〜7月7日     | ニコラス・エドワーズ Acoustic Tour 2018 トビラウタ                  |                                               |
| 2018年12月9日〜12月16日  | Home For Christmas -Premium Show-                                   |                                               |
| 2019年1月13日〜1月20日   | New Year, New Me                                                    |                                               |
| 2019年4月28日〜5月18日   | ニコラス・エドワーズ「今日も上の空です。」うわノそらツアー2019      |                                               |
| 2019年5月25日            | ニコラス・エドワーズ「今日も上の空です。」うわノそらツアー追加公演  | 神田明神文化交流館 神田明神ホール（二部制）   |
| 2019年6月23日            | ニコラス・エドワーズ 邦楽: Back To Basics Vol. 1                    | 原宿クエストホール（二部制）                  |
| 2019年7月7日             | ニコラス・エドワーズ 洋楽: Back To Basics Vol. 2                    | 原宿クエストホール（二部制）                  |
| 2019年10月6日            | Back To Basics Vol. 3                                               | 京都教育文化センター（二部制）                |
| 2019年12月7日・12月14日  | Back To Basics Vol.4 Christmas Songs                                | 両日二部制                                    |
| 2020年9月12日〜9月19日   | ニコラス・エドワーズ 2020 TOUR ～ HELLO AGAIN                       |                                               |
| 2024年12月20日           | ニコラス・エドワーズ 「JINGLE BELLS 2024」                          | 浅草花劇場                                    |
| 2025年2月14日            | ニコラス・エドワーズ 「Be Mine 2025」                               | 横浜赤レンガ倉庫1号館3Fホール                 |
| 2025年5月17日-20日       | 「夢中×無敵」Tour in Miyakojima 2025                                | 沖縄県・宮古島 FCツアー＆現地ライブ           |

### 出演イベント
- 2013年5月12日 - JAPAN DAY 2013
- 2013年10月12日 - MINAMI WHEEL 2013
- 2019年7月13日 - SAKAI Super Summer Kick off 2019
- 2020年2月29日 - Spring Awakening
- 2024年11月28日　長野県・丸子中央病院イルミネーション点灯式＆スペシャルコンサート
- 2025年4月27日　【三越劇場】プレミアムコンサート　vol24 イタリア紀行コンサート出演